# 菁礐
菁礐，是臺北市士林區的一個地名，位於該區北部，範圍大致為菁山里東南部不含小草山以下地區。

## 歷史
台灣清治末期至日治前期，菁礐地區為一街庄，稱為「菁礐庄」，隸屬於芝蘭一堡。該庄輪廓略呈北部尖角的水滴形，東及東南與坪頂庄為鄰，南邊為公館地庄，西邊為草山庄。
1901年（日治明治三十四年）11月，該庄隸屬於臺北廳，編入第九區。1906年（明治三十九年）1月，第九改名「士林區」。1920年（大正九年），該庄改制為「菁礐」大字，隸屬於臺北州七星郡士林街，大字下有「頭湖」、「大莊」、「竹篙嶺」、「番子樹空」小字名。
戰後士林街改制為士林鎮，隸屬於臺北縣，大字亦改制為里。1949年，士林鎮與北投鎮一併改隸屬新成立的草山管理局。1950年隨著草山改名為陽明山，草山管理局亦改名為陽明山管理局，士林鎮仍隸屬之。1968年7月臺北市改制為院轄市，士林鎮併入成為士林區。1990年3月，臺北市各區重劃，該地區仍屬於士林區。

## 交通
平菁街、菁山路、永公路是菁礐地區最重要的連絡道路，分前通往坪頂、公館地、草山地區。

## 公共設施
- 國際電信管理局衛星通信中心